# Fighters+Lovers
Fighters+Lovers er en kontroversiel gruppe bestående af syv danskere, der blev startet i januar 2006. Gruppen har startet et tøjfirma og -mærke samt et pladeselskab. Det kontroversielle består i, at gruppen åbenlyst støtter FARC og PFLP, der begge af EU og USA er betegnet som terrororganisationer.
Fighters+Lovers producerede i 2006 t-shirts til fordel for de to organisationer og var parat til at sende overskuddet til organisationerne, men gruppens medlemmer blev forinden arresteret, og pengene blev beslaglagt.
I november 2007 udsendte gruppen et album med titlen Cumbia Clash – from the jungle to the streets med sange, der støttede FARC med cumbia/techno-musik.
Den 18. september 2008 blev flere af gruppens medlemmer dømt for terrorstøtte. To fik seks måneders fængsel, to fik fire måneders betinget fængsel, to fik 60 dages betinget fængsel og en blev frifundet.